# Karl Kurz
Karl Kurz (ur. 21 listopada 1898 w Klosterneuburgu, Austro-Węgry, zm. 26 listopada 1933 w Bazylei) – austriacki piłkarz, grający na pozycji pomocnika, trener piłkarski.

## Kariera piłkarska

### Kariera klubowa
Karl Kurz zaczął grać w piłkę, będąc uczniem Gimnazjum w Klosterneuburgu. Po ukończeniu Gimnazjum udał się do wiedeńskiego First Vienna FC 1894, gdzie grał w drużynie juniorów. Potem zaprzestał uprawiać sport, ale powrócił do gry w drużynie juniorów Floridsdorfer AC. W 1915 roku rozpoczął karierę w klubie Wiener Amateur SV (tak na początku nazywał się FK Austria), gdzie po trzech meczach został przyjęty do zespołu. W tymże roku przeniósł się do klubu Ober Sankt Veiter, z którego w maju 1916 został pobrany do austriackiego wojska na I wojnę światową. W 1917 roku ranny w walkach Kurz powrócił do Wiednia, gdzie po wyleczeniu znowu zaczął grać dla Wiener Amateur SV, z którym zdobył mistrzostwo Austrii w 1920 roku. W 1921 roku powrócił do First Vienna FC, ale klub zajął miejsce z dala od trzech najlepszych laureatów i ponownie wrócił do Wiener Amateur SV. Potem ponownie występował w First Vienna FC. W 1925 został piłkarzem 1. Simmeringer SC. W marcu 1927 opuścił austriacki klub tak jak otrzymał propozycję pracy prowadzenia Łotewskiej reprezentacji. Jednak w październiku tego samego roku wrócił do Wiener Amateur SV, który w międzyczasie zmienił nazwę na FK Austria. Podczas przerwy zimowej sezonu 1928/29 był zmuszony zakończyć karierę z powodu białaczki.

### Kariera reprezentacyjna
W listopadzie 1919 zadebiutował w reprezentacji Austrii w meczu z Węgrami, w której występował do listopada 1928. Łącznie rozegrał 32 spotkań w drużynie narodowej. Również bronił barw reprezentacji Wiednia w 15 spotkaniach.

## Kariera trenerska
Karierę szkoleniowca rozpoczął w 1927 roku. Od maja do września prowadził reprezentację Łotwy. W 1929 krótko pracował jako trener Riga Vanderer, a potem pomagał Robertowi Lange trenować FK Austria. W 1930 awansował na stanowisko głównego trenera Austrii. W 1931 roku wyjechał do Szwajcarii, gdzie pracował z klubami FC Grenchen i FC Basel.
W listopadzie 1933 roku zmarł z powodu białaczki.

## Sukcesy i odznaczenia

### Sukcesy piłkarskie
- wicemistrz Austrii: 1920, 1923, 1924
- finalista Pucharu Austrii: 1920

### Sukcesy trenerskie
Basel
- zdobywca Pucharu Szwajcarii: 1933